# Instituto de Biología Molecular y Celular de Plantas
El Instituto de Biología Molecular y Celular de Plantas Eduardo Primo Yúfera (IBMCP), es un centro mixto del Consejo Superior de Investigaciones Científicas (CSIC) y la Universidad Politécnica de Valencia (UPV), ubicado en la Ciudad Politécnica de la Innovación de la UPV y con más de 25 años de historia.
La labor de este instituto se centra en dos áreas principales de la biología molecular y biología celular de plantas: el desarrollo de órganos vegetativos y reproductivos, y la adaptación y la tolerancia al estress biótico y abiótico.

## Historia
El acta fundacional del Instituto de Biología Molecular y Celular de Plantas (IBMCP) data de 1992 por convenio específico de colaboración entre la Universidad Politécnica de Valencia (UPV) y el Consejo Superior de Investigaciones Científicas (CSIC). Sin embargo, no fue hasta 1994 cuando el Instituto consigue una ubicación física diferenciada y empieza a funcionar como tal

.

Su ubicación inicial fue el edificio 6C del campus de la UPV, popularmente conocido como el edificio rojo, situado en la avenida de Los Naranjos junto al colegio mayor Galileo Galilei, compartido con el Instituto de Tecnología Química (ITQ), también centro mixto CSIC-UPV. Ya en 2007 se trasladó a la Ciudad Politécnica de la Innovació (CPI), su ubicación actual.
La idea de su creación es fruto de la voluntad integradora de 16 investigadores y profesores pertenecientes a la plantilla de ambas instituciones, con una larga trayectoria de colaboración en distintos aspectos de la bioquímica y de la biología molecular y celular de plantas. Junto con un número equivalente de personal de apoyo, iniciaron una aventura pionera en España constituyendo el primer instituto a nivel nacional con temática exclusiva en la biología molecular y celular de plantas.

Según la cláusula 1ª del convenio de colaboración específico entre el CSIC y la UPV por el que se crea el IBMCP, los fines y objetivos del Instituto están definidos en términos que recomienda la nomenclatura UNESCO. Así, se pretende desarrollar y fomentar la actividad investigadora en los campos de la Biología Molecular (2415), Biología Celular (2407), Virología (2420), Ingeniería Genética (240902) y el Cultivo celular (240701). En definitiva, el IBMCP nace con la misión de generar los conocimientos necesarios y crear las capacidades de investigación para entender los procesos básicos de desarrollo y defensa de las plantas. El Instituto pretende además que esta generación de conocimiento derive en la transferencia de tecnologías para desarrollar e implementar estrategias de mejora agronómica o nutricional de las plantas que conduzcan a la producción sostenible de alimentos sanos, de calidad y de alto valor añadido y que, a su vez, sean compatibles con el cuidado del medio ambiente.

## Departamentos
El IBMCP se estructura científicamente en los siguientes departamentos:
- Desarrollo y Acción Hormonal en Plantas
- Biotecnología y Mejora Vegetal de Especies Cultivadas
- Mecanismos de la Respuesta al Estrés en Plantas
- Virología Molecular y Evolutiva de Plantas